# Ilyophis saldanhai
Ilyophis saldanhai is een straalvinnige vissensoort uit de familie van kuilalen (Synaphobranchidae). De wetenschappelijke naam van de soort is voor het eerst geldig gepubliceerd in 1999 door Karmovskaya & Parin.